# IC 3675
IC 3675 (también conocida como NGC 4625) es una distorsionada galaxia enana irregular en la constelación de Canes Venatici. La galaxia está clasificado oficialmente como una galaxia SBm, lo que significa que su estructura se parece vagamente a la estructura de las galaxias espirales. La galaxia se refiere a veces como una espiral de Magallanes , debido a su parecido con las Nubes de Magallanes.